# DBLP
DBLPとはコンピュータ科学に関する書誌学ウェブサイトである。1993年にドイツのトリーア大学が小規模のHTMLファイル収集から始めており、その後データベースと論理プログラミングを扱う書誌学サイトを運営する団体に転身した。DBLPでは1995時点で約14,000、2016年7月時点で366万以上のコンピュータ科学に関する雑誌記事、会議資料、その他著作物が列挙されていて、コンピュータ科学に関する全ての重要な雑誌や多くの会議の正式発表資料を扱っている。そして、インターネットを介して3つのサイトにミラーリングされている。
DBLPの管理を行っているミヒャエル・レイは1997年にAssociation for Computing MachineryとVLDB Endowment Special Recognition Awardを受賞している。
当初DBLPは「DataBase systems and Logic Programming」の略だったが後に「Digital Bibliography & Library Project」というバクロニムを設定した。しかし、その後頭字語が望ましいとされ「The DBLP Computer Science Bibliography」に改称された。
ユーザーは2016年2月現在のDTDのいくつかの追加的属性の影響を受けておらず将来のデータファイルのバージョンに対応することが可能で、公式サイトによるとこれにより同じ2016年2月時点で生のdblp.xmlファイル使用者はローカルにある自身のdblp.dtdファイルを更新することができる。

## DBL-Browser
DBL-Browser (Digital Bibliographic Library Browser)とはDBLPのウェブサイトに対応したユーティリティで、アレクサンダー・ウェーバーが2005年にトリーア大学で開発した。DBLPをオフラインで読むためのソフトで2005年時点で696,000、2015年時点で290万以上のエントリを読むことができる。
SourceForgeからダウンロードできるGPLソフトウェアであり、XML DTDを使用していて、Javaで書かれており、このコードはグラフィックから、作者ページ、記事ページ、目次、関連会議/雑誌、関連著作者（グラフィックの関係図）、トレンド解析（グラフィックヒストグラム）といったテキストに至る多種多様な画面にエントリを表示している。
DBLPは記事をリンクする点ではarXivの書誌的部分と同じである。DBL-Browserは関連するいくつかのコンピュータ科学記事を閲覧する機能を提供している。